# 1540 Кевола
1540 Кевола (1540 Kevola) — астероїд головного поясу, відкритий 16 листопада 1938 року.
Тіссеранів параметр щодо Юпітера — 3,270.